# Helen Nissenbaum

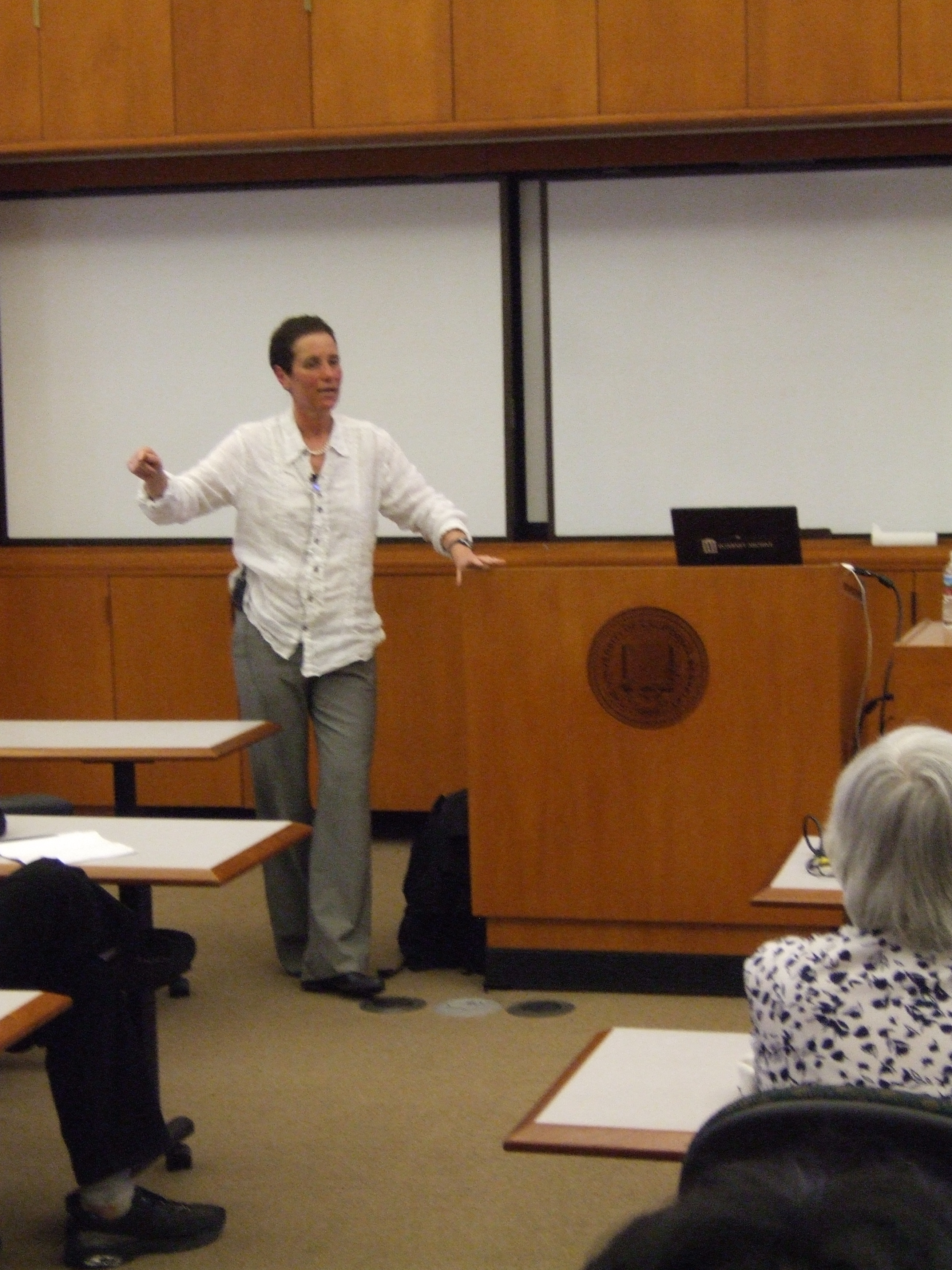
Helen Nissenbaum, 2008

Helen Fay Nissenbaum (* 26. April 1954) ist Professorin für Informationswissenschaft am Cornell Tech. Sie ist vor allem für das Konzept der „Contextual integrity“ und ihre Arbeiten zu Privatsphäre, Datenschutzrecht, Trust und Sicherheit in der Online-Welt bekannt. Insbesondere die kontextuelle Integrität hat das Denken der U.S.-Regierung über Datenschutzfragen beeinflusst.

## Frühes Leben und Ausbildung
Nissenbaum studierte Mathematik und Philosophie an der University of the Witwatersrand in Südafrika, wo sie 1976 ihren Abschluss machte. Anschließend studierte sie an der Stanford University, wo sie 1978 einen Master in der Sozialwissenschaftlichen Erziehungswissenschaft und 1983 einen Doktortitel in Philosophie erwarb.

## Arbeit
Nissenbaum erhielt Stipendien von der National Science Foundation, dem Air Force Office of Scientific Research, der Ford Foundation, dem U.S. Department of Health and Human Services Office of the National Coordinator und der Defense Advanced Research Projects Agency.

### Browser-Erweiterungen
Sie hat auch zu mehreren Browser-Erweiterungen für Firefox und Chrome beigetragen. TrackMeNot war die erste Erweiterung, die sie im Jahr 2006 mitentwickelt hat. TrackMeNot nutzt das Konzept der Privatsphäre durch Verschleierung, um den Benutzer vor Online-Identifizierung, Überwachung und Profiling zu schützen. AdNauseam, gegründet 2009, verfolgt eine ähnliche Verschleierungsstrategie für Online-Anzeigen. Adnostic wurde 2013 gegründet, um Online-Ad-Targeting zu ermöglichen, ohne die Privatsphäre des Nutzers zu gefährden.

## Publikationen
Nissenbaum hat eine Reihe von Büchern geschrieben oder herausgegeben:
- Finn Brunton, Helen Nissenbaum: Obfuscation: A User's Guide for Privacy and Protest. MIT Press, Cambridge, MA 2015, ISBN 978-0-262-02973-5.
- Mary Flanagan, Helen Nissenbaum: Values at Play in Digital Games. MIT Press, Cambridge, MA 2014, ISBN 978-0-262-02766-3.
- Julia Lane, Victoria Stodden, Stefan Bender, Helen Nissenbaum: Privacy, Big Data, and the Public Good: Frameworks for Engagement. Cambridge University Press, 2014, ISBN 978-1-107-06735-6.
- Helen Nissenbaum: Privacy in Context: Technology, Policy, and the Integrity of Social Life. Stanford University Press, Stanford, CA 2009, ISBN 978-0-8047-7289-1.
- Helen Nissenbaum, Monroe E. Price: Academy & the Internet. Peter Lang, 2004, ISBN 978-0-8204-6203-5.
- Deborah G. Johnson, Helen Nissenbaum: Computers, Ethics & Social Values. Prentice Hall, 1995, ISBN 978-0-13-103110-4.
- Helen Nissenbaum: Emotion and Focus. Cambridge University Press, 1986, ISBN 978-0-937073-20-9.

## Ehrungen und Auszeichnungen
- 2019: distinguished fellow des Stanford Institute for Human-Centered Artificial Intelligence[6]
- 2017: Ehrendoktorwürde der Leuphana Universität Lüneburg[7]
- 2014: Barwise Prize der American Philosophical Association[8]
- 2021: Covey Award der International Association of Computing and Philosophy